# 巴斯頓維爾 (喬治亞州)
巴斯頓維爾（英語：Bastonville）是位於美國喬治亞州格拉斯卡克縣的一個非建制地區。該地的面積和人口皆未知。

## 地理
巴斯頓維爾的座標為33°18′29″N 82°31′53″W / 33.30806°N 82.53139°W，而該地的平均海拔高度為168米（即551英尺）。